# اچ‌ام‌اس لیتل بلت (۱۸۱۲)

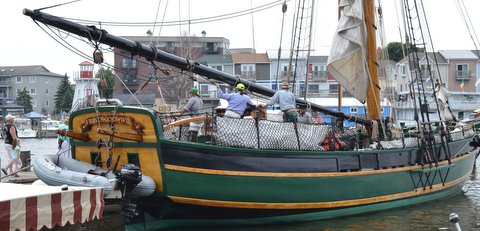
ماکت قایق اچ‌ام‌اس لیتل بلت قرن نوزدهم.

اچ‌ام‌اس لیتل بلت (۱۸۱۲) (به انگلیسی: HMS Little Belt (1812)) یک کشتی است که طول آن ۵۹ فوت ۰ اینچ (۱۸٫۰ متر) می‌باشد. این کشتی در سال ۱۸۱۱ ساخته شد.